# Robert Gates
Robert Michael Gates (født 25. september 1943 i Wichita i Kansas, USA) var USAs forsvarsminister 2006-2011
Han var direktør for CIA fra 6. november 1991 til 20. januar 1993.
Den 8. november 2006 blev han indstillet af præsident George W. Bush til at efterfølge Donald Rumsfeld som USA's forsvarsminister. Senatet godkendte indstillingen den 6. december 2006 med stemmetallene 95–2. Gates blev indsat som forsvarsminister den 18. december 2006. Robert Gates gik af som forsvarsminister den 1. juli 2011 og blev efterfulgt af Leon Panetta.
Den 16. januar 2008 gjorde Gates sig uheldig bemærket, da han var ude og kritisere NATO-landenes styrker i Afghanistan.  Gates har dog efter stor kritik fra bl.a. danske politikere trukket sine udtalelser tilbage og undskyldt over for NATO heriblandt Danmark. 